# Michael Skelde
Michael Skelde (født 13. august 1973 i Horsens) er en dansk tidligere professionel cykelrytter. Han kørte senest for Glud & Marstrand Horsens inden han stoppede karrieren i 2007. I 1997 blev Skelde testet positivt for brugen af testosteron, hvilket medførte en dansk karantæne på to år og en international på 9 måneder.